# Подводные лодки типа Т (Великобритания)
Подводные лодки класса T (или класс Тритон) — серия подводных лодок КВМФ Великобритании. Класс Т был разработан в 1930-х годах, всего было построено 53 субмарины, все они приняли активное участие во Второй мировой войне. После войны часть подлодок пустили на слом, остальные неоднократно усовершенствовались и находились в строю до конца 1960-х годов.

## История создания
Первой субмариной, разработанной в Соединенном Королевстве после Первой мировой войны стала HMS Oberon, спущенная на воду в 1926 году. Она послужила основой и для постройки ещё 18 субмарин классов O, P и R, во многом повторивших конструкцию первой и имевших схожие же недостатки. Сама HMS Oberon получила уничижительное прозвище «электромеханическая чудовищность» (Electro-Mechanical Monstrosity).
Проектирование лодок класса Т, предназначенных для замены подводных лодок классов O, P и R, началось в 1934 году и велось с ограничениями, наложенными Лондонским морским соглашением 1930 года: водоизмещение британского подводного флота ограничивалось значением в 52 700 тонн, водоизмещение одной лодки — не более 2000 тонн, артиллерийское вооружение калибра не более 130 мм. Лодки проекта «Repeat P» должны были быть способны вести боевые действия против Японии в условиях отсутствия поддержки надводных кораблей КВМФ. Основным считалось уничтожение боевых кораблей. Для этого требовался проект большой подводной лодки с максимальным числом торпед в залпе, поэтому окончательный проект представлял субмарину с полным водоизмещением более 1500 тонн, с 10 торпедными аппаратами (6 носовых встроенных и 4 внешних, направленных в нос) и с рабочей глубиной погружения в 300 футов (около 90 метров). Проект был завершён в 1935 году, а 24 июня было принято решение об окончательном именовании типа — Т, соответственно все подводные лодки этого класса получали имена, начинающиеся с Т.
Лодки типа Т имели полуторакорпусную конструкцию с развитой надстройкой. Прочный корпус делился на 6 отсеков и одну выгородку. В традиционной британской манере, многие передовые решения были отставлены в пользу более традиционных и освоенных, в расчете что подготовка экипажей возместит конструктивные недостатки. Так, корпуса почти всех лодок были клепаные, что снижало рабочую глубину. Аккумуляторные батареи размещались в двух соседних отсеках (III и IV) что снижало живучесть; от их разнесения отказались для упрощения электрической системы. Ограждение горизонтальных рулей отсутствовало, а ограждение вертикального руля и ГАС было тросовым. Однако лодки получили такие новшества, как гирокомпас, гидроакустическую станцию ASDIC, прибор торпедной стрельбы и систему беспузырной стрельбы.

## История строительства
Головная лодка проекта, HMS Triton, была заказана 5 марта 1936 года и вышла на ходовые испытания в 1938 году. Всего было построено 53 субмарины, обычно разделяемые на три группы по важным особенностям конструкции. В то же время, незначительные изменения вносились и в пределах отдельных групп, совершенствуя конструкцию от лодки к лодке. 15 лодок первой группы были построены в 1936—1938 годах; семь лодок второй группы — в соответствии с экстренной программой строительства 1939 года; усовершенствованная третья группа была заказана в 1940—1942 годах. После окончания войны строительство было прекращено, поэтому из 25 последних заказанных лодок в строй вступили только пять, ещё две были спущены на воду но не достраивались (Thor и Tiara); последние семь заказаны и отменены (Theban (P341), Talent (P343), Threat (P344), P345, P346, P347 и P348).

## История службы
Подводные лодки класса Т служили на всех театрах военных действий Второй мировой войны. Примерно четверть лодок была потеряна.

### Странная война
В первые месяцы войны как британские, так и немецкие лодки приняли роли, во многом схожие с 1918 годом. Британские развертывались преимущественно против боевых кораблей. В штабах считали, что их главной задачей будет разведка в интересах Флота метрополии, и донесение о любых необычных действиях крупных немецких кораблей. Это было особенно важно потому, что тогдашние самолёты базовой патрульной авиации типа Anson не имели дальности для действий у берегов Норвегии.
Главной заботой была возможность потерь от огня своих сил. Эта проблема сохранялась всю войну, а 10 сентября 1939 выступила особо: HMS Triton трехторпедным залпом потопил подводную лодку HMS Oxley. Находясь в дозоре (хотя и в стороне от назначенного района), Triton обнаружил лодку в надводном положении и дал запрос световым кодом. Не получив удовлетворительного ответа, командир заключил, что перед ним противник. На самом деле Oxley только что вышла из резерва, и её подготовка к боевым условиям была очевидно недостаточна.
Атаки самолётов Берегового командования тоже беспокоили лодки. Несмотря на запретные для бомбометания зоны вдоль маршрутов перехода и на сопровождение выходящих и возвращающихся лодок, инциденты случались. В основном виновата была плохая навигация с обеих сторон, но было и нежелание подводников использовать сигнальные ракеты для опознавания, из опасения привлечь авиацию противника.
В декабре HMS Triumph чудом уцелел после подрыва на мине к северу от объявленной немцами зоны. Носовая оконечность была оторвана полностью, но задние крышки торпедных аппаратов выдержали. Легенда гласит, что один матрос так и проспал весь инцидент в I отсеке.
В январе 1940 года командование подводными лодками принял уже тогда легендарный вице-адмирал Макс Хортон. Его прибытие совпало с первыми тремя потерями. Все они произошли на мелководье в Гельголандской бухте. В результате районы патрулирования лодок были отодвинуты мористее.

### Норвежская кампания
Хортон предвидел немецкое вторжение в Норвегию, хотя и по причинам, отличным от истинных. Поэтому HMS Narwhal выставил первое минное заграждение в Скагерраке, а патрули там были усилены.
8 апреля бо́льшая часть немецкого флота вторжения прошла Скагеррак незамеченной британскими лодками. Она была позже обнаружена Береговым командованием, но к тому времени как Королевский флот был приведен в готовность, немецкие войска уже высадились. Тем не менее, HMS Trident и польская лодка Orzeł потопили по транспорту, следуя призовым правилам. HMS Triton атаковал группу во главе с крейсером «Блюхер» с большой дистанции и промахнулся.
Через день (10 апреля) HMS Thistle был потоплен немецкой лодкой в районе Ставангера. Но в тот же день HMS Truant обнаружил у Кристианстада легкий крейсер «Карлсруэ». Предусмотрительно выстрелив все 10 торпед со средней дистанции, Truant добился двух попаданий и потопил крейсер. Наконец получив сведения о вторжении, Военный Кабинет разрешил неограниченную подводную войну в Скагерраке. В тот же день HMS Tarpon был потоплен контратакой немецких кораблей сопровождения.
Несмотря на все усилия, 12 апреля «Шарнхорст», «Гнейзенау» и «Хиппер» необнаруженными прошли барьер из 17 лодок (всех типов) и вернулись в Вильгельмсхафен.
Сопротивление вторжению стоило Британии пяти лодок, в том числе Thistle и Tarpon типа Т. Лодки показали, что являются единственным родом сил, способным действовать в условиях господства немецкой авиации. Был потоплен крупный корабль; умеренные успехи дала война против транспортов. Тем не менее, флот не смог предотвратить вторжение.
Во время Норвежской кампании концентрация британских лодок в своих водах была наивысшей. 10 мая главное направление войны переместилось во Францию и Бельгию. Но лодки действовали у берегов Норвегии до конца августа. Когда немцы перешли к нападениям на торговые суда в Атлантике, соответственно выросло число их лодок на переходе Северным морем. Но атаки британских лодок в тот период были безуспешны. В этом смысле повезло HMS Truant: 1 августа HMS Clyde произвела четырёхторпедный залп по «вражеской» субмарине — безуспешно. Впоследствии выяснилось, что это был Truant.

### Средиземное море[1]
К началу войны Британия имела на Средиземном море только 2 лодки типа O. В 1940 году, когда в отношениях с Италией возникла напряженность, туда были переведены ещё 8 лодок (типа O и P), плюс два подводных минных заградителя. Также с Дальнего Востока была переведена плавбаза HMS Medway. Созданная таким образом 1-я флотилия подводных лодок базировалась на Александрию, а частью на Мальту (6 лодок, включая оба заградителя).
Королевский флот имел тройной перевес над итальянским, но был рассредоточен по всему миру. На Средиземном море англо-французские силы имели превосходство в западной и восточной частях, а Италия — в центральном Средиземноморье (благодаря поддержке авиации). Её стратегией стало удержание локального превосходства: она не выигрывала от наступательной стратегии, так как не могла восполнить потери, в то время как Британия, хотя бы теоретически, могла перебрасывать силы с других театров. Вскоре после объявления войны Италией 10 июня 1940, 45 из 46 французских лодок в восточном Средиземноморье сдались. Британия осталась практически одна.
18 июля Адмиралтейство объявило зону неограниченной подводной войны шириной в 30 миль от итальянского побережья. Это уже позволяло атаковать конвои в Ливию.
Субмарины класса Т оказались относительно уязвимы в Средиземноморье, где из-за своих больших размеров они легче обнаруживались самолётами в прозрачной воде. Кроме того, в 1940 свободное использование ими радио в относительно тесном море облегчало итальянским кораблям поиск по пеленгам. С 1941 года основные потери уже были от мин. Сказалось и отсутствие реалистичной боевой подготовки у лодок, переброшенных с Тихого и Индийского океана. На остальных театрах они добились бо́льших успехов.
1940 год на Средиземном море можно охарактеризовать как в целом безрезультатный для британских лодок. Потери (9 лодок — половина наличных сил) были велики, а успехи (15 транспортов) малы. Шансы атаковать крупные итальянские корабли были упущены. Коммуникации итальянцев в Грецию и Северную Африку остались в основном незатронуты, не говоря уже об их нарушении. В оправдание можно только отметить, что другие рода сил не показали даже таких результатов.
В начале 1941 года обстановка несколько изменилась. На Мальту прибыли 10 лодок типа U, командование базой принял коммандер Симпсон (англ. G. W. G. «Shrimp» Simpson). Уцелевшие большие лодки перешли в Александрию, и получили в подкрепление ещё 3 типа Т, плюс один заградитель. Лодки типа U стали патрулировать побережье Туниса, типа Т Мессинский пролив и Ионическое море. Тогда же британское правительство расширило зону неограниченной подводной войны с тем, чтобы она перекрывала всю ливийскую коммуникацию.
В первые шесть месяцев 1941 г британские лодки всех типов потопили транспорты общим тоннажем свыше 130 000 тонн, плюс один крупный корабль (крейсер итал. Armando Diaz), кро того HMS Torbay 5 июля торпедой смог потопить даже подводную лодку (итал. Jantina). Потери составили 2 лодки, обе от мин. Но потери транспортов на ливийской коммуникации было невысоки — не более двух в месяц. Именно в этот период был успешно переброшен морем «Африка-корпус» Роммеля.
Нападение Германии на Советский Союз решительно изменило обстановку. Бо́льшая часть люфтваффе покинула Средиземноморье. Союзники смогли укрепить Мальту и базировать там надводные корабли. К тому же стала приносить плоды дешифровка немецких сигналов. Конвои уже не проходили незамеченными. Операции немцев в Северной Африке тем не менее продолжались, и они установили новую коммуникацию: в Бенгази. Соответственно были нарезаны новые позиции подводным лодкам. 1 сентября мальтийские лодки были сведены в самостоятельное соединение: 10-ю флотилию.
Во второй половине 1941 лодки смогли всерьез нарушить пути снабжения немцев в Северную Африку. Для поддержания боевых действий «Африка-корпус» требовал примерно 50 000 тонн грузов в месяц; около 10 % этих грузов не доходило. Немцы начали реагировать на потери в конце года. В сентябре в Средиземном море появились их лодки, начались бомбардировки Мальты и минные постановки вокруг острова. Результат сказался немедленно: в ноябре был потоплен HMS Ark Royal — единственный британский авианосец на театре, авиация на Мальте была разгромлена, потери подводных лодок выросли, крейсера и эсминцы покинули остров. Но сама реакция немцев говорит об успехах британских лодок. Кроме постоянного урона транспортам, был поврежден новейший итальянский линкор Витторио Венето.
Начало 1942 было отмечено как успехами, так и потерями. За два месяца были потоплены 12 транспортов, две подводные лодки: итальянская St. Bon и немецкая U-374. В то же время HMS Triumph погиб на мине, две лодки других типов уничтожены надводными силами. В марте HMS Torbay проник в закрытую гавань Корфу, в течение 20 часов (с одной подзарядкой) выслеживал цели, и в конце концов потопил транспорт в 5000 тонн. В апреле минные поля и постепенная убыль авиации заставили подводные лодки уйти с Мальты, причем две погибли на минах при отходе. Численность боеготовых лодок снизилась до 12, несмотря на подкрепления из Англии; более старые лодки требовали ремонта и восстановления. Большие лодки, в том числе типа Т, использовались для доставки на остров критически необходимых предметов снабжения. Лодки всех типов потопили 118 872 т транспортов и крейсер Bande Nere, но перехватывалось не более 6 % грузов, предназначенных Роммелю.
Проводка конвоев снабжения на Мальту превратилась в боевую операцию. Привлекались и подводные лодки. Так, для прикрытия с севера пути следования «Пьедестала» были развернуты 9 лодок, включая одну типа Т.
В октябре 1942 г большинство лодок были отведены с позиций для подготовки высадки союзников в Северной Африке. Но оставшиеся в море показали некоторые успехи: 12 потопленных транспортов и эсминец ценой двух потерянных лодок. В ходе самой высадки лодки использовались очень интенсивно: они не только прикрывали участки высадки (как в Средиземном море так и со стороны Атлантики), но и блокировали базы итальянского флота плюс Тулон. В декабре ими было потоплено 16 транспортов, и ещё несколько авиацией. За ноябрь-декабрь было потеряно 4 британских лодки всех типов. Итальянцы сумели все же доставить 60690 тонн грузов в Тунис.
Первая половина 1943 года знаменовала конец итальянских коммуникаций в Средиземноморье. Совместными действиями всех родов сил они были окончательно прерваны. Но основную роль в этом сыграли лодки других типов, в основном U и S; на долю типа Т успехов досталось мало. В это же время был потерян HMS Turbulent. Его командир, коммандер Линтон (англ. J. W. «Tubby» Linton), за свою карьеру (на HMS Pandora и HMS Turbulent) потопил 91440 тонн транспортов и эсминец, и был посмертно награждён крестом Виктории.
В целом с 1940 по 1943 г Средиземноморский театр поглощал бо́льшую часть боеготовых британских лодок. Общие потери составили 49 лодок, в том числе 23 от надводных кораблей, 21 от мин и 1 от подводной лодки. От авиации вероятно потеряна одна в море, и 3 уничтожены в базе (Мальта). Их тактика заметно отличалась от тактики немецих подводников в Атлантике или американских на Тихом океане. Агрессивные ночные атаки из надводного положения в условиях Средиземноморья были бы самоубийственны. Англичане использовали скрытное сближение, держась под водой не только на позициях, но и на переходе. С налагаемыми этим тактическими ограничениями приходилось мириться.

### Дальний Восток
До войны Королевский флот не имел крупных кораблей на Дальнем Востоке. В противовес Японии флот должен был довольствоваться подводными лодками и легкими силами. К июлю 1940 года все лодки были переброшены на другие театры — по иронии судьбы это совпало с охлаждением отношений с Японией.
Со вступления Японии в войну и до конца 1943 года присутствие британских лодок было минимально: только HMS Truant, HMS Trusty и HMS Trident кратковременно появлялись на театре. В августе Адмиралтейство отправило на Дальний Восток 5 лодок типа Т. Первым в сентябре в Коломбо прибыл HMS Templar, за ним последовали HMS Tactician, HMS Taurus, HMS Tally-Ho и HMS Trespasser. Возвратился и Adamant; главнокомандующий Восточным флотом перенес штаб в Коломбо. Была сформирована 4-я флотилия; установлено постоянное присутствие британских лодок на театре.
Основным районом действий 4-й флотилии оставался Малаккский пролив. Главное внимание уделялось разведке, затем нарушению снабжения японских войск в Бирме. Патрулировался и Пенанг, потому что кроме японских лодок там стали действовать и немецкие. Первый успех выпал в ноябре Tally-Ho, потопившей малый танкер. Но больше отличился Taurus: 13 ноября 1943 он потопил большую японскую лодку I-34, позже вступил в артиллерийскую дуэль с кораблем-охотником, и прервал её только при появлении авиации. Британские лодки установили постоянное патрулирование берегов противника. Хотя и непримечательное, оно приносило больше, чем любые предыдущие действия.
К январю 1944 Восточный флот был восстановлен, его ядро составили три крупных артиллерийских корабля и два авианосца. Штаб передислоцировался в Тринкомали, следом перешла и флотилия. Начали переброску на театр плавбаза HMS Madistone и ещё 6 лодок, включая HMS Truculent и HMS Tantivy. 11 января Tally-Ho патрулировала в районе Пенанга, где обнаружила легкий крейсер Kuma и эсминец. Сблизившись до 1900 ярдов лейтенант-коммандер Беннингтон (англ. L. W. A. Bennington) выстрелил семь торпед и добился двух попаданий, отправив крейсер на дно. При глубине моря всего 15 фатом он сумел уйти, несмотря на бомбежку глубинными и авиационными бомбами.
В марте была потеряна первая лодка — типа S, по неизвестным причинам. По прибытии Madistone он стал базой новой 8-й флотилии (лодки типа S), а 4-я с лодками типа Т базировалась на Adamant. В апреле они продолжали топить противника, как торпедами, так и артиллерийским огнём. Примечательно также спасение американского летчика с USS Saratoga (кратковременно подчиненного англичанам) лодкой Tactician. Коммандер Коллет (англ. Collet) получил за него американский Орден Почетного легиона. В мае Адмиралтейство разрешило нападения на малые суда и джонки. Соответственно выросло число артиллерийских боев. Прибывали подкрепления: лодки типа S и Т, а также старые HMS Clyde, HMS Severn и HMS Porpoise.
Хорошие результаты привели к расширению зоны действия лодок. С прибытием третьей плавбазы HMS Wolfe была сформирована 2-я флотилия. Общая численность лодок достигла 27. 8-я флотилия перебазировалась во Фримантл, Западная Австралия, с подчинением американскому Седьмому флоту. В неё вошли HMS Telemachus, HMS Tantalus, HMS Tantivy, 6 лодок типа S и голландские O-19  и Zwaardvisch (бывшая HMS Talent). К концу октября 1944 британские лодки потопили транспорты тоннажом свыше 40000 т, крейсер, три подводные лодки, шесть легких кораблей и свыше 100 мелких судов. Сверх того, были высажены 32 развед-диверсионные партии, взорван мост, обстреляны 6 береговых целей и спасены 2 авиатора.
8-я флотилия действовала в Яванском море и прилегающих водах. Две флотилии базировавшиеся на Цейлон, перекрывали Малаккский пролив и Пенанг. Те и другие вскоре почувствовали недостаток целей. Факт тот, что кампания американских подводников была столь эффективна, что цели любых размеров встречались все реже. Однако и британцы успели внести свой вклад.
В январе 1945 года британские лодки понесли последнюю потерю: ветеран Porpoise. Он выставлял мины у Пенанга в районе, уже минированном японцами. Тогда считалось, что его потопили противолодочные силы, но в послевоенных архивах ничто не подтверждает эту версию. К марту Малаккский пролив был полностью закрыт для судоходства, даже джонок. Японская армия в Бирме осталась без снабжения.
В апреле, к началу финального штурма Японии, подводные силы перебазировались. 4-я флотилия перешла во Фримантл, а 8-я в Субик-бей, Филиппины. Целей стало ещё меньше, основным методом стало уничтожение мелких судов артиллерией. Так было потоплено свыше 150 маломерных целей. 8 июня HMS Trenchant коммандера Хезлета (англ. A. R. Hezlet), обнаружил крупный корабль: крейсер «Асигара». С большой дистанции (4800 ярдов) был произведен полный восьмиторпедный залп, и что примечательно, пять попали в цель. С кораблем погибло около 800 человек. Это был последний крупный успех лодок типа Т.
Дальневосточная кампания ограничилась потерей трех лодок (всех типов).

### Послевоенная служба
После окончания войны выжившие субмарины первой и второй групп были отправлены на слом, лодки третьей группы модернизировались по проекту «Супер-Т» с целью уменьшения шумности и увеличения скорости подводного хода. Вместо охоты за надводными кораблями новым предназначением лодок стали операции по перехвату советских субмарин, в случае их развёртывания с северных баз для атаки британских кораблей.
Четыре подводных лодки были переданы в ВМС Нидерландов:
- Tijgerhaai (бывшая HMS Tarn)
- Zwaardvisch (бывшая HMS Talent)
- Zeehond (бывшая HMS Tapir)
- Dolfijn (бывшая HMS Taurus)

Три лодки вошли в состав ВМС Израиля:
- INS Dakar (бывшая HMS Totem, вошла в состав ВМС Израиля в 1967 году, пропала без вести в 1969 году, остов обнаружен в 1999 году на глубине 3000 метров)
- INS Dolphin (бывшая HMS Truncheon)
- INS Leviathan (бывшая HMS Turpin)

Последней из боевого состава британского флота была выведена HMS Tiptoe, служившая до 29 августа 1969 года. Последней из списков флота была исключена HMS Tabard (2 января 1974), стоявшая в консервации.

## Представители[2]

### Первая группа (I)
| Название                 | Спуск на воду   | Вступление в строй | Вывод из состава флота | Примечания |
| ------------------------ | --------------- | ------------------ | ---------------------- | --- |
| HMS Taku                 | 20 мая 1939     | 3 января 1940      | ноябрь 1946            | Продана на слом |
| HMS Talisman             | 29 января 1940  | 29 июня 1940       | 18 сентября 1942       | Потоплена, вероятно на мине в районе Сицилии, 17 сентября 1942                                                                                              |
| HMS Tarpon               | 17 октября 1939 | 8 марта 1940       | 22 апреля 1940         | Потоплена немецким кораблем к западу от Ютландии, 10 апреля 1940                                                                                            |
| HMS Tetrarch             | 14 ноября 1939  | 15 февраля 1940    | 2 ноября 1941          | Потоплена, вероятно на мине в районе Сицилии, в конце октября 1941                                                                                          |
| HMS Thistle              | 25 октября 1938 | 4 июля 1939        |                        | Потоплена торпедой немецкой ПЛ U-4 к югу от Норвегии, 10 апреля 1940                                                                                        |
| HMS Thetis / Thunderbolt | 29 июня 1938    | 26 октября 1940    |                        | Затонула во время ходовых испытаний 1 июня 1939, поднята, переименована в Thunderbolt, потоплена итальянскими кораблями в Мессинском проливе, 14 марта 1943 |
| HMS Tigris               | 31 октября 1939 | 20 июня 1940       | 10 марта 1943          | Потоплена итальянскими кораблями в районе о. Капри, 27 февраля 1943                                                                                         |
| HMS Torbay               | 9 апреля 1940   | 14 января 1941     | 19 ноября 1945         | Продана, отправлена на слом, март 1946 |
| HMS Triad                | 5 мая 1939      | 16 сентября 1939   | 20 октября 1940        | Потоплена, вероятно артогнём итальянской ПЛ Enrico Toti, 5 октября 1940                                                                                     |
| HMS Tribune              | 8 декабря 1938  | 17 октября 1939    | 17 февраля 1946        | Продана на слом |
| HMS Trident              | 7 декабря 1938  | 1 октября 1939     | июль 1948              | Продана на слом |
| HMS Triton               | 5 октября 1937  | 9 ноября 1938      | 18 декабря 1940        | Потоплена итальянскими кораблями в Адриатике, 18 декабря 1940; по другим данным, подорвалась на мине в проливе Отранто                                      |
| HMS Triumph              | 16 февраля 1938 | 2 мая 1939         | 14 января 1942         | Потоплена, вероятно на мине в районе м. Сунион, в январе 1942                                                                                               |
| HMS Truant               | 5 мая 1939      | 31 октября 1939    | декабрь 1946           | Продана на слом |
| HMS Tuna                 | 10 мая 1940     | 1 августа 1940     | июнь 1946              | Продана на слом |

### Вторая группа (II)
| Название      | Спуск на воду   | Вступление в строй | Вывод из состава флота | Примечания                                                                |
| ------------- | --------------- | ------------------ | ---------------------- | ------------------------------------------------------------------------- |
| HMS Tempest   | 10 июня 1941    | 6 декабря 1941     |                        | Потоплена итальянским торпедным катером в заливе Таранто, 13 февраля 1942 |
| HMS Thorn     | 18 марта 1941   | 26 августа 1941    | 11 августа 1942        | Потоплена итальянским торпедным катером к югу от Крита, 6 августа 1942    |
| HMS Thrasher  | 28 ноября 1940  | 14 мая 1941        |                        | Отправлена на слом 9 марта 1947                                           |
| HMS Traveller | 27 августа 1941 | 10 апреля 1942     | 12 декабря 1942        | Потоплена, вероятно на мине в заливе Таранто, 4 декабря 1942              |
| HMS Trooper   | 5 марта 1942    | 29 августа 1942    | 17 октября 1943        | Потоплена, вероятно на мине в районе о. Лерос, в октябре 1943             |
| HMS Trusty    | 14 марта 1941   | 30 июля 1941       | январь 1947            | Отправлена на слом в июле 1947                                            |
| HMS Turbulent | 12 мая 1941     | 2 декабря 1941     | 23 марта 1943          | Потоплена, вероятно на мине к югу от Сардинии, 12 марта 1943              |

### Третья группа (III)
| Название          | Спуск на воду    | Вступление в строй               | Вывод из состава флота | Примечания |
| ----------------- | ---------------- | -------------------------------- | ---------------------- | --- |
| HMS P311          | 5 марта 1942     | 7 августа 1942                   | 8 января 1943          | Потоплена, вероятно на мине к югу от Сардинии, между 30 декабря 1942 и 8 января 1943; название HMS Tutankhamen официально не присвоено                                                                                                   |
| HMS Tabard        | 21 ноября 1945   | 25 июня 1946                     | 2 января 1974          | Продана, отправлена на слом 14 марта 1974 |
| HMS Taciturn      | 7 июня 1944      | 8 октября 1944                   | сентябрь 1962          | Отправлена на слом 8 августа 1971 |
| HMS Tactician     | 29 июля 1942     | 29 ноября 1942                   |                        | Отправлена на слом 6 декабря 1963 |
| HMS Talent (P322) | 17 июля 1943     | не вводилась                     | 23 марта 1943          | Передана Нидерландам 23 марта 1943. Вошла в строй как HrMs Zwaardvisch 23 ноября 1943, исключена из списков 11 декабря 1962; продана на слом 12 июля 1963                                                                                |
| HMS Talent (P337) | 13 февраля 1945  | 27 июля 1945                     | 1966                   | Запланирована как HMS Tasman, переименована в апреле 1945; отправлена на слом 1 февраля 1970 |
| HMS Tally-Ho      | 23 декабря 1942  | 12 апреля 1943                   |                        | Отправлена на слом 10 февраля 1967 |
| HMS Tantalus      | 24 февраля 1943  | 2 июня 1943                      |                        | Отправлена на слом в ноябре 1950 |
| HMS Tantivy       | 6 апреля 1943    | 25 июля 1943                     | 1951                   | Потоплена в качестве мишени, 1951 |
| HMS Tapir         | 21 августа 1944  | 30 декабря 1944; 16 декабря 1953 | 18 июня 1948; 1966     | Передана Нидерландам в 1948. Вошла в строй как HNLMS Zeehond; возвращена Королевскому флоту в 1953 и восстановлена как HMS Tapir; отправлена на слом в декабре 1966                                                                      |
| HMS Tarn          | 29 ноября 1944   | не вводилась                     | 28 марта 1945          | Передана Нидерландам 28 марта 1945. Вошла в строй как HNLMS Tijgerhaai; служила до 11 ноября 1964; продана на слом 5 ноября 1965 |
| HMS Taurus        | 27 июня 1942     | 3 ноября 1942; 8 декабря 1953    | 4 июня 1948; 1960      | Передана Нидерландам в 1948. Вошла в строй 4 июня 1948 как HNLMS Dolfijn; возвращена Королевскому флоту в 1953 и восстановлена как HMS Taurus; продана на слом в апреле 1960                                                             |
| HMS Telemachus    | 19 июня 1943     | 25 октября 1943                  |                        | Отправлена на слом 28 августа 1961 |
| HMS Templar       | 26 октября 1942  | 15 февраля 1943                  | 1954                   | Потоплена в качестве мишени, 1954; поднята 4 декабря 1958; отправлена на слом 19 июля 1959 |
| HMS Teredo        | 27 апреля 1945   | 13 апреля 1946                   |                        | Отправлена на слом 5 июня 1965 |
| HMS Terrapin      | 31 августа 1943  | 22 января 1944                   | май 1945               | Повреждена глубинными бомбами к западу от Батавии 19 мая 1945, по возвращении в базу признана не подлежащей ремонту; отправлена на слом а июне 1946                                                                                      |
| HMS Thermopylae   | 27 июня 1945     | 5 декабря 1945                   | декабрь 1968           | Отправлена на слом в августе 1970 |
| HMS Thorough      | 30 октября 1943  | 1 марта 1944                     |                        | Отправлена на слом 29 июня 1962 |
| HMS Thule         | 22 октября 1942  | 13 мая 1944                      |                        | Отправлена на слом 14 сентября 1962 |
| HMS Tiptoe        | 25 февраля 1944  | 12 июня 1944                     | 29 августа 1969        | Отправлена на слом в 1979 |
| HMS Tireless      | 19 марта 1943    | 18 апреля 1945                   | август 1963            | Отправлена на слом в 1968 |
| HMS Token         | 19 марта 1943    | 15 декабря 1945                  |                        | Отправлена на слом в марте 1970 |
| HMS Totem         | 28 сентября 1943 | 9 января 1945                    | 1965                   | Продана Израилю в 1965. Вошла в строй как INS Dakar 10 ноября 1967; погибла на переходе в Хайфу при невыясненных обстоятельствах 25 января 1968 или позже; исключена из списков 6 марта 1968; остов обнаружен 25 мая 1999, часть поднята |
| HMS Tradewind     | 11 декабря 1942  | 18 октября 1943                  |                        | Отправлена на слом 14 декабря 1955 |
| HMS Trenchant     | 24 марта 1943    | 26 февраля 1944                  | 1 июля 1963            | Отправлена на слом |
| HMS Trespasser    | 29 мая 1942      | 25 сентября 1942                 |                        | Отправлена на слом 26 сентября 1961 |
| HMS Truculent     | 12 сентября 1942 | 31 декабря 1942                  | 8 мая 1950             | Затонула от столкновения с танкером 12 января 1950; поднята 14 марта 1950; продана на слом 8 мая 1950 |
| HMS Trump         | 25 марта 1944    | 8 июля 1944                      | 1969                   | Отправлена на слом 1 августа 1971 |
| HMS Truncheon     | 22 февраля 1944  | 25 мая 1945                      | 1965                   | Продана Израилю в 1965. Вошла в строй как INS Dolphin в 1967; отправлена на слом в 1977 |
| HMS Tudor         | 23 сентября 1942 | 16 января 1944                   | 1 июля 1963            | Отправлена на слом |
| HMS Turpin        | 5 августа 1943   | 18 декабря 1944                  | 1965                   | Продана Израилю в 1965. Вошла в строй как INS Leviathan в 1967; отправлена на слом в 1978 |